# Alex Querter
Alex Querter (Lokeren, 18 december 1957) is een gewezen Belgische voetballer. Hij speelde in het verleden voor zowel Cercle Brugge als Club Brugge, als centrale verdediger of als libero.

## Speler

### Lokeren
Alex Querter startte zijn carrière als voetballer bij de jeugd van het plaatselijke Racing Lokeren. In 1970 fusioneerde de club met Standaard Lokeren en werd de naam omgevormd tot KSC Lokeren. Bij die club maakte Querter als 20-jarige zijn debuut in het eerste elftal. De club speelde een matig seizoen, waarin trainer Han Grijzenhout werd ontslagen en vervangen werd door Leon Nollet. Lokeren werd slechts dertiende in het eindklassement. Querter kwam in de verdediging amper aan de bak en stapte na één seizoen op het hoogste niveau over naar tweedeklasser Cercle Brugge.

### Cercle Brugge
Cercle was als voorlaatste geëindigd en zo in Tweede Klasse beland. Querter werd in Brugge opnieuw verenigd met de Nederlandse coach Grijzenhout. De verdediger werd bij Cercle een ploegmaat van onder meer Geert Broeckaert, Wietse Veenstra en Søren Skov. Grijzenhout stelde hem regelmatig op en plaatste hem in de verdediging, dan weer op het middenveld. Cercle werd op het einde van het seizoen kampioen en mocht dus na een jaar afwezigheid terugkeren naar Eerste Klasse.
Vanaf dan nam trainer Leo Canjels het van zijn landgenoot Grijzenhout over. Hij moest de voetbalvereniging naar een veilige plaats in de middenmoot loodsen, maar slaagde daar na drie seizoenen niet in. De club eindigde twee keer op rij net boven de degradatieploegen. Querter was ondertussen uitgegroeid tot een vaste waarde in het team. Hij werd zelfs een van de publiekslievelingen. In 1982 werd hij door de supporters uitgeroepen tot Cercle-speler van het Jaar. Maar nog voor hij de trofee in ontvangst mocht nemen, stapte Querter over naar stadsgenoot en aartsrivaal Club Brugge.

### Club Brugge
De overstap van Querter werd door de supporters van Cercle niet geapprecieerd. Maar voor de verdedigend ingestelde speler was de transfer een stap hogerop. Onder het toezicht van trainer Georg Kessler werd Querter ook bij Club Brugge een vaste waarde. En ook toen Henk Houwaart het roer overnam, bleef hij een titularis.
Querter was bij blauw-zwart een ploegmaat van onder meer Jan Ceulemans, Hugo Broos, Franky Van der Elst, Vital Borkelmans
en Marc Degryse. Al deze spelers werden tijdens hun carrière meermaals opgeroepen voor de Rode Duivels, maar Querter, die in die dagen bij Club als libero fungeerde, werd nooit geselecteerd. Hij blonk bij Club Brugge uit met zijn loop- en doorzettingsvermogen.
In 1986 veroverde Club de Beker van België, maar een landstitel bleef uit. Net in het seizoen waarin de verdediger wegens blessureleed minder vaak in actie kwam, speelde Club Brugge kampioen. Voor de toen 31-jarige Querter was het pas zijn tweede trofee. Twee jaar later speelde Club opnieuw kampioen. En nog eens twee jaar later veroverden Querter en zijn ploegmaats een derde landstitel. Tussendoor won blauw-zwart ook nog een keer de Beker.
De laatste jaren uit Querters carrière bleken dus de meest succesvolle te zijn. In 1993 zette de toen 36-jarige voetballer een punt achter zijn professionele loopbaan.

## Trainer
Alex Querter stopte in 1993 met voetballen. Meteen na het beëindigen van zijn carrière werd hij bij Club Brugge aangenomen als jeugdtrainer. Vanaf 1997 begon hij die functie te combineren met de taak van hulptrainer. Eerst werd hij samen met ex-ploegmaat René Verheyen de assistent van Eric Gerets. Na twee seizoenen werd Verheyen de opvolger van Gerets. Querter stopte als jeugdcoach, maar bleef wel hulptrainer. In 2000 werd hij door Club ontslagen, nadat gebleken was dat hij geld had aangenomen van spelersmakelaar Ranko Stojic.
Nadien werd hij zelf hoofdcoach en trainde hij SV Wevelgem City en KSK Maldegem.

## Palmares
- Kampioen: 1988, 1990, 1992
- Beker van België: 1986, 1991
- Kampioen in Tweede Klasse: 1979